# Triaspidis alba
Triaspidis alba är en insektsart som först beskrevs av Walter Wilson Froggatt 1914.  Triaspidis alba ingår i släktet Triaspidis och familjen pansarsköldlöss. Inga underarter finns listade i Catalogue of Life.